# بواگنا
بواگنا (به ایتالیایی: Bevagna) یک کومونه در ایتالیا است که در استان پروجا واقع شده‌است.

## خصوصیات
بواگنا ۵۶ کیلومترمربع مساحت و ۵٬۰۱۳ نفر جمعیت دارد و ۲۱۰ متر بالاتر از سطح دریا واقع شده‌است.

## خواهرخوانده
شهر L'Isle-d'Espagnac خواهرخواندهٔ بواگنا هست.